# 大泊富内線
大泊富内線（おおどまりとうないせん）は、かつて樺太に存在した樺太庁道であり、大泊郡大泊町から富内村を結んでいた。

## 概要
- 総延長 46.5km
- 幅員　最幅 7.3m　最狭 5.5m

## 経由地
- 大泊郡大泊町 - 富内村

## 接続道路
- 大泊郡大泊町
  - 大泊国境線
- 大泊郡富内村
  - 　唐松皆岸線
  - 栄浜中知床岬線